# Aardbeving Hualien 2024
De aardbeving in Hualien vond plaats op 3 april 2024 op 7:48 uur (UTC+8) in Taiwan.
De regio Hualien, waaronder de gelijknamige stad, werd getroffen.
Er volgden nog vele naschokken. De materiële schade was aanzienlijk, er vielen minstens 16 doden en meer dan duizend gewonden.